# 多倫多佛光山

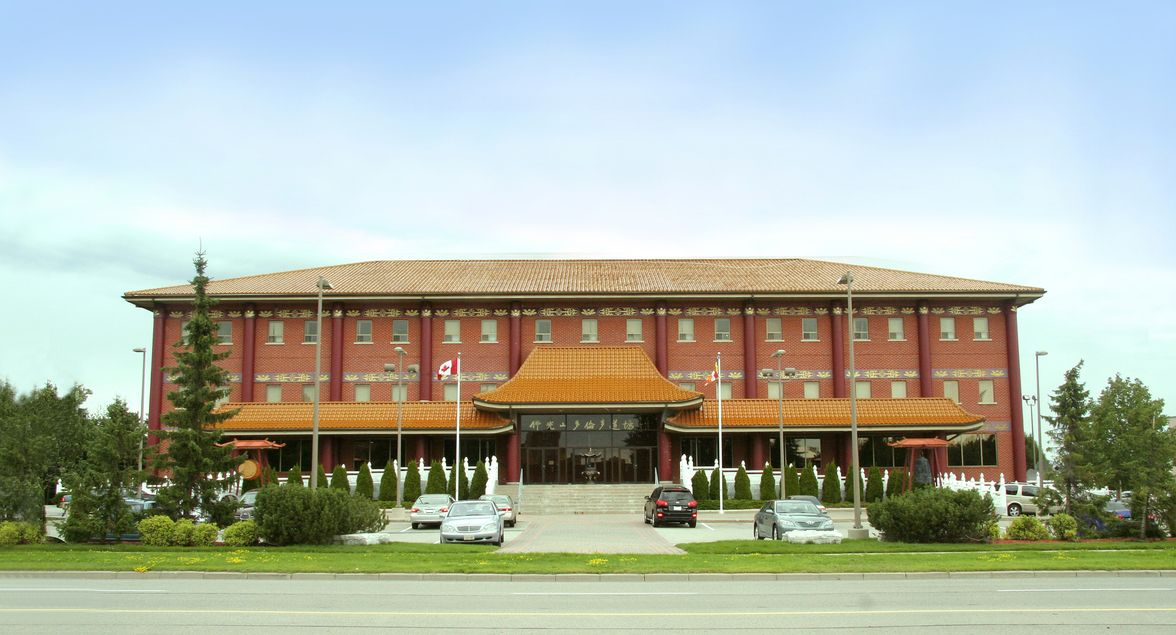
多倫多佛光山
（Fo Guang Shan Temple of Toronto）

多倫多佛光山（Fo Guang Shan Temple of Tornoto），原名「多倫多禪淨中心」。亦為「多倫多佛光協會」會址。位於加拿大安大略省密西沙加市（Mississauga, Ontario），是該省第一大佛寺。大乘佛教，實踐與推廣人間佛教為弘法宗旨，是臺灣佛光山位於加拿大的重要分院。該寺的首任住持是依宏法師，現任住持是覺凡法師。

## 發展緣起
- 1991年，寺院未興建前，首先在多倫多成立「國際佛光會多倫多協會」。
- 1992年，購地籌建。
- 1997年，「多倫多佛光山」落成啟用。

## 外部連結
- （中文） 多倫多佛光山官方网站
- （英文） 多倫多佛光山官方网站（页面存档备份，存于）